# Вереники Гонева
Вереники Гонева (енгл. Vereniki Goneva; 5. април 1984) професионални је рагбиста и репрезентативац Фиџија који тренутно игра за најтрофејнији енглески рагби клуб Лестер Тајгерс.

## Биографија
Висок 178 цм, тежак 97 кг, Гонева је пре Лестера играо за Тарбес РК и УС Коломиерс. За репрезентацију Фиџија је до сада одиграо 39 тест мечева и постигао 75 поена.